# ТЭФИ (премия, 1999)
ТЭ́ФИ — российская национальная телевизионная премия за высшие достижения в области телевизионных искусств. Учреждена фондом «Академия Российского Телевидения» 21 октября 1994 года. Премия должна была стать российским аналогом американской телевизионной премии «Эмми».
Для участия в конкурсе «ТЭФИ—1999» принимались работы, произведённые и впервые вышедшие в эфир на территории России в период с 1 января 1998 года по 1 января 1999 года.

## Церемония
Пятая церемония награждения была проведена 27 мая 1999 года в Государственном центральном концертном зале «Россия». Постоянных ведущих, объявлявших лауреатов премии, у данной церемонии не было. Трансляцию телевизионной версии осуществил телеканал «РТР».

## Победители и финалисты
Победители указаны первыми и выделены отдельным цветом 
| Номинации                                               | Победители и финалисты                                                                                           | Производитель                                                     | Представляющая организация                       | Канал-вещатель                     |
| ------------------------------------------------------- | --- | ----------------------------------------------------------------- | ------------------------------------------------ | ---------------------------------- |
| Информационная программа                                | «Сегодня» | Телекомпания «НТВ»                                                | Телекомпания «НТВ»                               | НТВ                                |
| Информационная программа                                | «Времечко» | Телекомпания «Авторское телевидение» (АТВ)                        | Телекомпания «Авторское телевидение» (АТВ)       | ТВ Центр                           |
| Информационная программа                                | «Время» | ОРТ                                                               | ОРТ                                              | ОРТ                                |
| Ведущий информационной программы                        | Андрей Максимов — «Времечко»                                                                                     | Телекомпания «Авторское телевидение» (АТВ)                        | Телекомпания «Авторское телевидение» (АТВ)       | ТВ Центр                           |
| Ведущий информационной программы                        | Владимир Кара-Мурза — «Сегодня в полночь»                                                                        | Телекомпания «НТВ»                                                | Телекомпания «НТВ»                               | НТВ                                |
| Ведущий информационной программы                        | Сергей Доренко — «Время»                                                                                         | ОРТ                                                               | ОРТ                                              | ОРТ                                |
| Публицистическая аналитическая программа                | «Совершенно секретно»                                                                                            | Телекомпания «Совершенно секретно — Телеком»                      | Телекомпания «Совершенно секретно — Телеком»     | РТР                                |
| Публицистическая аналитическая программа                | «Женские истории»                                                                                                | Телекомпания «ВИD»                                                | ОРТ                                              | ОРТ                                |
| Публицистическая аналитическая программа                | «Итого» с Виктором Шендеровичем                                                                                  | Телекомпания «НТВ»                                                | Телекомпания «НТВ»                               | НТВ                                |
| Программа о спорте, спортивный комментатор              | «Экстремальная башня»                                                                                            | «Телевизионное агентство Урала», г. Екатеринбург                  | «Телевизионное агентство Урала», г. Екатеринбург | 10 метровый канал, г. Екатеринбург |
| Программа о спорте, спортивный комментатор              | Виктор Гусев — Репортажи футбольных и хоккейных матчей Олимпиады и чемпионатов мира («Время». «Парижские таймы») | ОРТ                                                               | ОРТ                                              | ОРТ                                |
| Программа о спорте, спортивный комментатор              | «Футбольный клуб» с Василием Уткиным                                                                             | Телекомпания «НТВ»                                                | Телекомпания «НТВ»                               | НТВ                                |
| Программа об искусстве                                  | «Театр + ТВ» | «Магия ТВ Компания»                                               | ВГТРК                                            | РТР                                |
| Программа об искусстве                                  | «Уловка—22» | Студия «Команда — 2»                                              | ВГТРК                                            | РТР                                |
| Программа об искусстве                                  | «Новейшая история. „17 мгновений весны“ 25 лет спустя». Фильм Леонида Парфёнова                                  | Телекомпания «НТВ»                                                | Телекомпания «НТВ»                               | НТВ                                |
| Музыкальная программа                                   | «Пять вечеров с Владимиром Спиваковым»                                                                           | Телекомпания REN TV                                               | Телекомпания REN TV                              | REN TV                             |
| Музыкальная программа                                   | «Царская ложа»                                                                                                   | ГТРК «Санкт-Петербург», г. Санкт-Петербург                        | ГТРК «Санкт-Петербург», г. Санкт-Петербург       | Культура                           |
| Музыкальная программа                                   | «Два рояля» | Продюсерский центр «Видео Интернешнл»                             | ВГТРК                                            | РТР                                |
| Телевизионный игровой (художественный) фильм или сериал | «Улицы разбитых фонарей»                                                                                         | ООО «Русское Видео — фильм», г. Санкт-Петербург                   | ЗАО «ТНТ-Телесеть», ОРТ                          | ТНТ-Телесеть, ОРТ                  |
| Телевизионный игровой (художественный) фильм или сериал | «Развязка петербургских тайн»                                                                                    | ООО «Студия „Сериал“»                                             | ВГТРК                                            | РТР                                |
| Телевизионный игровой (художественный) фильм или сериал | «Графиня де Монсоро»                                                                                             | ОАО «Студия „Шанс“»                                               | ВГТРК                                            | РТР                                |
| Телевизионный документальный фильм или сериал           | «Дом мастера» | ООО «Продюсерская фирма Игоря Толстунова»                         | ООО «Продюсерская фирма Игоря Толстунова»        | НТВ, Культура                      |
| Телевизионный документальный фильм или сериал           | «Владимир Высоцкий. История любви. История болезни»                                                              | Творческое объединение «Ракурс»                                   | ОРТ                                              | ОРТ                                |
| Телевизионный документальный фильм или сериал           | «Ошибка Андрея Громыко, или „Порывая“ с Москвой. Дело 1978 года» из цикла «Документальный детектив»              | Телекомпания «РТС»                                                | ОРТ                                              | ОРТ                                |
| Ток-шоу, ведущий ток-шоу                                | «Я сама» | МНВК                                                              | МНВК                                             | ТВ-6 Москва                        |
| Ток-шоу, ведущий ток-шоу                                | «Акуна Матата»                                                                                                   | Телекомпания «Авторское телевидение» (АТВ)                        | Телекомпания «Авторское телевидение» (АТВ)       | РТР                                |
| Ток-шоу, ведущий ток-шоу                                | «Суд идёт» | Телекомпания «НТВ»                                                | Телекомпания «НТВ»                               | НТВ                                |
| Развлекательная программа                               | «Городок» («Бюро находок нашего Городка»)                                                                        | Студия «Позитив TV», г. Санкт-Петербург                           | Студия «Позитив TV», г. Санкт-Петербург          | РТР                                |
| Развлекательная программа                               | КВН | АМиК                                                              | ОРТ                                              | ОРТ                                |
| Развлекательная программа                               | «О.С.П.-студия»                                                                                                  | ЗАО «О.С.П.»                                                      | МНВК                                             | ТВ-6 Москва                        |
| Ведущий развлекательной программы                       | Леонид Якубович — «Поле чудес», «Колесо истории»                                                                 | Телекомпания «ВИD», «Телефабрика» ОРТ                             | ОРТ                                              | ОРТ                                |
| Ведущий развлекательной программы                       | Татьяна Лазарева, Михаил Шац, Сергей Белоголовцев, Павел Кабанов, Андрей Бочаров — «О.С.П.-студия»               | ЗАО «О.С.П.»                                                      | МНВК                                             | ТВ-6 Москва                        |
| Ведущий развлекательной программы                       | Тимур Кизяков — «Пока все дома»                                                                                  | Телекомпания «Класс!»                                             | ОРТ                                              | ОРТ                                |
| Программа для детей                                     | «Зов джунглей»                                                                                                   | Телекомпания «Класс!»                                             | ОРТ                                              | ОРТ                                |
| Программа для детей                                     | «До 16 и старше»                                                                                                 | Телекомпания «Класс!»                                             | ОРТ                                              | ОРТ                                |
| Программа для детей                                     | «Чердачок братьев Пилотов»                                                                                       | Телекомпания «Пилот ТВ»                                           | ОРТ                                              | ОРТ                                |
| Просветительская программа                              | Авторская программа Эдварда Радзинского «Наполеон»                                                               | Телекомпания «РТС»                                                | ОРТ                                              | ОРТ                                |
| Просветительская программа                              | «Диалоги о животных»                                                                                             | Продюсерский центр «Видео Интернешнл»                             | ВГТРК                                            | РТР                                |
| Просветительская программа                              | «Очевидное — невероятное. Век XXI»                                                                               | «АСС-ТВ»                                                          | «АСС-ТВ»                                         | Телеканал АСТ                      |
| Репортёр                                                | Евгений Ревенко — «Сегодня», «Итоги»                                                                             | Телекомпания «НТВ»                                                | Телекомпания «НТВ»                               | НТВ                                |
| Репортёр                                                | Михаил Маркелов — «Совершенно секретно»                                                                          | Телекомпания «Совершенно секретно — Телеком»                      | Телекомпания «Совершенно секретно — Телеком»     | РТР                                |
| Репортёр                                                | Карен Таривердиев, Георгий Осипов, Алексей Ховрин, Андрей Штукатуров, Алексей Иванников — «Дорожный патруль»     | ООО «Дорожный патруль»                                            | МНВК                                             | ТВ-6 Москва                        |
| Режиссёрская работа                                     | Кирилл Серебренников — «Тайны грозы», «Раздетые»                                                                 | ГТРК «Дон-ТР», г. Ростов-на-Дону; киностудия «Пеликан», г. Москва | ГТРК «Дон-ТР», г. Ростов-на-Дону                 | РТР                                |
| Режиссёрская работа                                     | Екатерина Гердт, Светлана Резвушкина — «Мадам Аншлаг» из цикла «Жизнь замечательных людей»                       | Агентство «БеМи»                                                  | ОРТ                                              | ОРТ                                |
| Режиссёрская работа                                     | Дмитрий Светозаров — «Моль бледная» из сериала «Улицы разбитых фонарей»                                          | ООО «Русское Видео — фильм», г. Санкт-Петербург                   | ЗАО «ТНТ-Телесеть», ОРТ                          | ТНТ-Телесеть, ОРТ                  |
| Операторская работа                                     | Андрей Талалай — «Полуостров сокровищ» из цикла «Клуб путешественников»                                          | «АСС-ТВ»                                                          | «АСС-ТВ»                                         | ОРТ                                |
| Операторская работа                                     | Николай Григорьев — «В мире животных»                                                                            | «АСС-ТВ»                                                          | «АСС-ТВ»                                         | ОРТ                                |
| Операторская работа                                     | Александр Пугачёв — Телевизионная версия спектакля «Три сестры». Спецпроект к 100-летию МХАТ им. Чехова          | Телекомпания «Авторское телевидение» (АТВ)                        | Телекомпания «Авторское телевидение» (АТВ)       | ОРТ                                |
| Продюсерская работа                                     | Николай Билык — «СМАК», «Абажур», «Возвращение Третьяковки. История одного шедевра», «Кто мы?»                   | ООО Продюсерская фирма «Студия „СМАК“», ООО «ВИП-ТВ»              | Студия «СМАК»                                    | ОРТ, Культура                      |
| Продюсерская работа                                     | Дэвид Гамбург — Документальный цикл «Криминальная Россия: современные хроники»                                   | Телекомпания «НТВ»                                                | Телекомпания «НТВ»                               | НТВ                                |
| Продюсерская работа                                     | Александр Капица — «Улицы разбитых фонарей»                                                                      | ООО «Русское Видео — фильм», г. Санкт-Петербург                   | ЗАО «ТНТ-Телесеть», ОРТ                          | ТНТ-Телесеть, ОРТ                  |
| Телевизионный дизайн                                    | «Компьютерная графика и дизайн канала „НТВ“. Сезон 1998»                                                         | ЗАО «НТВ-Дизайн»                                                  | Телекомпания «НТВ»                               | НТВ                                |
| Телевизионный дизайн                                    | «Художественная структура телекомпании „НТВ Плюс“, 1998»                                                         | ОАО «НТВ Плюс»                                                    | ОАО «НТВ Плюс»                                   | НТВ Плюс                           |
| Телевизионный дизайн                                    | «Оформление канала „MTV (Россия)“»                                                                               | ЗАО «Энергия ТВ»                                                  | ЗАО «Энергия ТВ»                                 | MTV Россия (38 ТВК)                |
| Телевизионный проект года                               | «Улицы разбитых фонарей»                                                                                         | ООО «Русское Видео — фильм», г. Санкт-Петербург                   | ЗАО «ТНТ-Телесеть», ОРТ                          | ТНТ-Телесеть, ОРТ                  |
| Телевизионный проект года                               | «Весь Жванецкий». 16 вечеров в Политехническом                                                                   | Телекомпания «НТВ»                                                | Телекомпания «НТВ»                               | НТВ                                |
| Телевизионный проект года                               | Телевикторина «Ай да Пушкин!»                                                                                    | Творческая мастерская «Студия „А“»                                | ОРТ                                              | ОРТ                                |
| «За личный вклад в развитие российского телевидения»    | Гусинский Владимир Александрович — МНВК                                                                          |                                                                   |                                                  |                                    |
| Специальный приз Академии Российского телевидения       | Жжёнов Георгий Степанович                                                                                        |                                                                   |                                                  |                                    |
| Специальный приз Академии Российского телевидения       | Фокин Юрий Валерьянович                                                                                          |                                                                   |                                                  |                                    |